# Borne milliaire de Lancieux
La borne milliaire de Lancieux est une borne milliaire située en France sur la commune de Lancieux, dans le département des Côtes-d'Armor en région Bretagne. Elle fait l’objet d'un classement au titre des monuments historiques au titre d'objet depuis le 6 juin 1918.
La borne d'époque romaine en granit est placée à l'entrée de l'Église Saint-Cieux et a fait office de bénitier. 